# Patagonykus

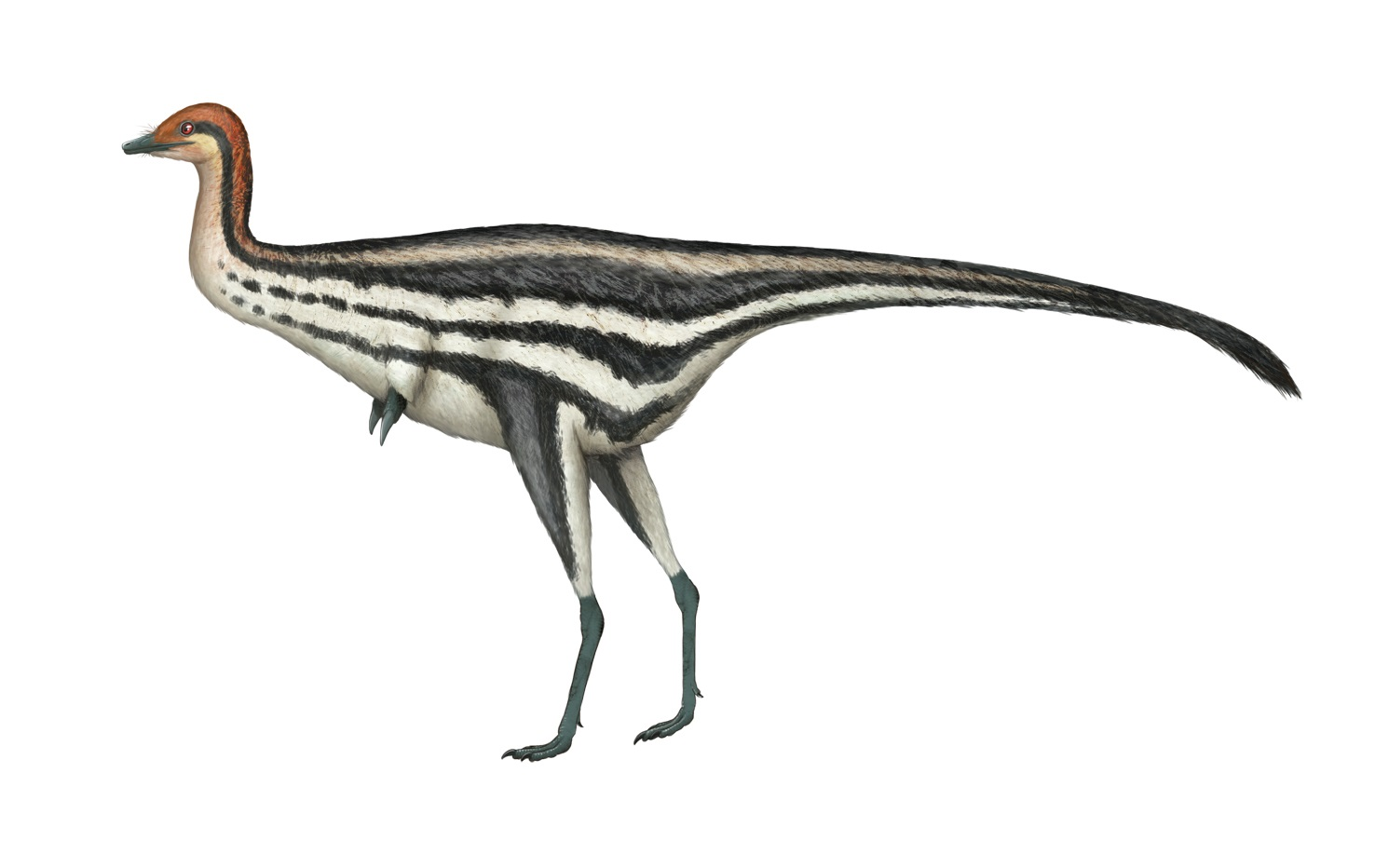

Patagonykus (que significa "garra da Patagônia") é um gênero de dinossauro terópode do Cretáceo Superior da Argentina. Foi descoberto em exposições da Formação Portezuelo (estágios Turoniano-Coniaciano) do Subgrupo Rio Neuquén na Bacia de Neuquén, Província de Neuquén da Patagônia, Argentina. O holótipo consiste em um esqueleto incompleto, mas bem preservado, sem crânio, mas incluindo muitas vértebras, os coracoides, um membro anterior parcial, cintura pélvica e membros posteriores. Patagonykus foi classificado com os Alvarezsauridae, uma família que inclui táxons como o mongoliano Mononykus e o argentino Alvarezsaurus. Em 2010 Gregory S. Paul estimou seu comprimento em 1 metro e seu peso em 3,5 kg, enquanto em 2016 Molina-Pérez e Larramendi deram um tamanho maior de 2,8 metros e 30 kg.